# Farkasember (film, 2010)
A Farkasember (eredeti cím: The Wolfman) 2010-ben bemutatott amerikai természetfeletti horrorfilm, melynek rendezője Joe Johnston. A film az ugyanilyen című horrorfilm remake-je. A főszerepben Benicio del Toro, Anthony Hopkins, Emily Blunt és Hugo Weaving látható.
Az Amerikai Egyesült Államokban 2010. február 12-én mutatták be, Magyarországon egy nappal hamarabb, február 11-én jelent meg az UIP-Dunafilm forgalmazásában. A film mind kritikai, mind pénzügyi szempontból megbukott; 142,6 millió dollárt hozott a 150 millió dolláros költségvetésével szemben.

## Cselekmény
Miután egy amerikai színész visszatér az otthonába, hogy megtalálja eltűnt testvérét, egy vérfarkas megharapja és elátkozza őt.

## Szereplők
| Szerep                        | Színész             | Magyar hang    |
| ----------------------------- | ------------------- | -------------- |
| Lawrence Talbot / Farkasember | Benicio del Toro    | László Zsolt   |
| fiatal Lawrence Talbot        | Mario Marin-Borquez | Straub Norbert |
| Sir John Talbot / Farkasember | Anthony Hopkins     | Reviczky Gábor |
| Gwen Conliffe                 | Emily Blunt         | Solecki Janka  |
| Francis Aberline felügyelő    | Hugo Weaving        | Rosta Sándor   |
| Maleva                        | Geraldine Chaplin   | Bessenyei Emma |
| Singh                         | Art Malik           | Végh Ferenc    |
| Dr. Hoenneger                 | Antony Sher         | Kapácsy Miklós |
| Constable Nye                 | David Schofield     | Kapácsy Miklós |
| Kirk                          | David Sterne        | Kajtár Róbert  |
| Ben Talbot                    | Simon Merrells      | N/A            |
| fiatal Ben Talbot             | Asa Butterfield     | Bogdán Gergő   |
| Solana Talbot                 | Cristina Contes     | N/A            |
| Dr. Lloyd                     | Michael Cronin      | N/A            |
| Montford ezredes              | Nicholas Day        | Várday Zoltán  |
| MacQueen                      | Nicholas Day        | Albert Gábor   |
| Fisk tiszteletes              | Roger Frost         | Imre István    |

## Fogadtatás
A film 31.5 millió dolláros bevételt hozott a nyitó hétvégéjén. 
Világszerte 142.6 millió dolláros bevételt hozott a pénztáraknál. A Los Angeles Times 2014-ben "a legdrágább filmes bukások" közé sorolta.
A Rotten Tomatoes oldalán 34%-ot ért el 219 kritika alapján, és 4.80 pontot szerzett a tízből. A Metacritic honlapján 43 pontot szerzett a százból, 36 kritika alapján. A CinemaScore oldalán átlagos minősítést ért el.
Roger Ebert két és fél csillaggal értékelte a négyből. A Rolling Stone magazin kritikusa, Peter Travers egy és fél csillagot adott a filmre a maximális négyből.
A Universal Studios akkori elnöke, Ronald Meyer "szarnak" titulálta, illetve az egyik legrosszabb filmnek nevezte.